# Relais 4 x 100 mètres nage libre féminin aux Jeux olympiques d'été de 2020
Navigation
Rio 2016 Paris 2024
Le 4 x 100 m nage libre femmes est une épreuve des Jeux olympiques d'été de 2020 qui a eu lieu entre les 24 et 25 juillet, au Centre olympique national de Tokyo.

## Records
Avant les Jeux olympiques d'été de 2020, les records étaient les suivants.
| Record du monde  | 3:30.05 | - Australie - Shayna Jack (54.03) - Bronte Campbell (52.03) - Emma McKeon (52.99) - Cate Campbell (51.00)      | 5 avril 2018 | Gold Coast     |
| Record olympique | 3:30.65 | - Australie - Emma McKeon (53.41) - Brittany Elmslie (53.12) - Bronte Campbell (52.15) - Cate Campbell (51.97) | 6 août 2016  | Rio de Janeiro |

## Programme[2]
Heure locale (UTC+9)
| Date       | Heure | Tour   |
| ---------- | ----- | ------ |
| 24 juillet | 20:43 | Séries |
| 25 juillet | 11:45 | Finale |

## Résultats

### Séries[3]
Les huit meilleurs temps, indépendamment de leur série, sont qualifiées pour la finale.
| Rang | Série | Ligne | Pays            | Athlètes                                                                                                  | Temps   | Remarques |
| ---- | ----- | ----- | --------------- | --- | ------- | --------- |
| 1    | 2     | 4     | Australie       | Mollie O'Callaghan (53.08) Meg Harris (52.73) Madison Wilson (53.10) Bronte Campbell (52.82)              | 3:31.73 | Q         |
| 2    | 2     | 3     | Pays-Bas        | Kim Busch (54.79) Ranomi Kromowidjojo (52.50) Marrit Steenbergen (54.32) Femke Heemskerk (51.90)          | 3:33.51 | Q         |
| 3    | 2     | 5     | Canada          | Kayla Sanchez (53.45) Taylor Ruck (54.16) Rebecca Smith (53.73) Penny Oleksiak (52.38)                    | 3:33.72 | Q         |
| 4    | 1     | 5     | Grande-Bretagne | Lucy Hope (54.37) Anna Hopkin (52.65) Abbie Wood (53.55) Freya Anderson (53.46)                           | 3:34.03 | Q, NR     |
| 5    | 1     | 4     | États-Unis      | Olivia Smoliga (54.06) Catie DeLoof (53.42) Allison Schmitt (54.04) Natalie Hinds (53.28)                 | 3:34.80 | Q         |
| 6    | 2     | 6     | Chine           | Cheng Yujie (54.03) Zhu Menghui (53.48) Ai Yanhan (54.33) Wu Qingfeng (53.23)                             | 3:35.07 | Q, AS     |
| 7    | 1     | 2     | Danemark        | Pernille Blume (53.15) Signe Bro (53.19) Julie Kepp Jensen (54.72) Jeanette Ottesen (54.50)               | 3:35.56 | Q, NR     |
| 8    | 1     | 6     | Suède           | Sarah Sjöström (52.95) Michelle Coleman (53.44) Louise Hansson (53.68) Sara Junevik (55.86)               | 3;35.93 | Q         |
| 9    | 2     | 2     | Japon           | Chihiro Igarashi (54.10) Rikako Ikee (53.63) Natsumi Sakai (54.70) Rika Omoto (53.77)                     | 3:36.20 |           |
| 10   | 1     | 3     | France          | Béryl Gastaldello (54.28) Charlotte Bonnet (53.05) Margaux Fabre (54.83) Anouchka Martin (54.45)          | 3:36.61 |           |
| 11   | 2     | 1     | ROC             | Daria S. Ustinova (54.75) Arina Surkova (54.54) Elizaveta Klevanovich (54.57) Veronika Andrusenko (54.39) | 3:38.25 |           |
| 12   | 1     | 7     | Brésil          | Larissa Oliveira (54.79) Ana Carolina Vieira (54.92) Etiene Medeiros (55.42) Stephanie Balduccini (54.06) | 3:39.19 |           |
| 13   | 2     | 7     | Allemagne       | Lisa Höpink (54.83) Annika Bruhn (54.33) Marie Pietruschka (55.31) Hannah Küchler (54.86)                 | 3:39.33 |           |
| 14   | 2     | 8     | Tchéquie        | Barbora Seemanová (53.86) Kristýna Horská (56.72) Barbora Janíčková (55.89) Anika Apostalon (55.93)       | 3:42.40 |           |
| 15   | 1     | 1     | Hong Kong       | Tam Hoi Lam (55.58) Camille Cheng (54.61) Stephanie Au (56.96) Ho Nam Wai (56.37)                         | 3:43.52 |           |

### Finale[4]
| Rang                                | Ligne | Pays            | Athlètes                                                                                         | Temps   | Remarques |
| ----------------------------------- | ----- | --------------- | ------------------------------------------------------------------------------------------------ | ------- | --------- |
| Médaille d'or, Jeux olympiques      | 4     | Australie       | Bronte Campbell (53.01) Meg Harris (53.09) Emma McKeon (51.35) Cate Campbell (52.24)             | 3:29.69 | WR        |
| Médaille d'argent, Jeux olympiques  | 3     | Canada          | Kayla Sanchez (53.42) Margaret MacNeil (53.47) Rebecca Smith (53.63) Penny Oleksiak (52.26)      | 3:32.78 |           |
| Médaille de bronze, Jeux olympiques | 2     | États-Unis      | Erika Brown (54.02) Abbey Weitzeil (52.68) Natalie Hinds (53.15) Simone Manuel (52.96)           | 3:32.81 |           |
| 4                                   | 5     | Pays-Bas        | Kim Busch (54.64) Ranomi Kromowidjojo (52.87) Kira Toussaint (54.14) Femke Heemskerk (52.05)     | 3:33.70 |           |
| 5                                   | 6     | Grande-Bretagne | Anna Hopkin (53.16) Abbie Wood (53.23) Lucy Hope (54.73) Freya Anderson (52.84)                  | 3:33.96 | NR        |
| 6                                   | 8     | Suède           | Sarah Sjöström (52.62) OR Michelle Coleman (53.62) Louise Hansson (53.51) Sophie Hansson (54.94) | 3:34.69 |           |
| 7                                   | 7     | Chine           | Cheng Yujie (54.10) Zhu Menghui (53.54) Ai Yanhan (54.22) Wu Qingfeng (52.90)                    | 3:34.76 | AS        |
| 8                                   | 1     | Danemark        | Pernille Blume (53.07) Signe Bro (53.78) Julie Kepp Jensen (54.46) Jeanette Ottesen (54.39)      | 3:35.70 |           |